# 凱瑟琳·普魯默
凱瑟琳·普魯默（英語：Kathryn Plummer，1998年10月16日—），美國女子排球運動員，司職主攻手。現時效力於土超豪門伊薩奇巴希女排俱樂部。
她是美國國家女子排球隊的隊員之一。